# プロジェクトBB
『プロジェクトBB』（プロジェクトビービー、原題：寶貝計劃、英題：Rob-B-Hood）は、2006年の香港映画。

## 概要
ベニー・チャン監督、ジャッキー・チェン主演のアクションコメディ。BBとは赤ちゃん (Baby) のこと。
ジャッキー・チェン主演の『プロジェクトA』（原題：A計劃、1983年）、『プロジェクトA2 史上最大の標的』（原題：A計劃續集、1987年）を連想させる題名だが、この2作とは関連のない独立した作品である。
第26回香港電影金像奨にて最優秀新人賞（赤ちゃん役のマシュー・メドヴェデフ）と最優秀アクションデザイン賞にノミネートされた。
2006年9月8日に第63回ヴェネツィア国際映画祭にて招待作品として上映された。香港では同年9月29日に公開され、週間興行成績では初登場から3週連続で1位となった。興行収入は、香港で2006年に公開された香港映画作品中1位（全作品中では7位、中国作品中では『SPIRIT』に次いで2位）。
日本では2007年4月7日にシネマート六本木・新宿オデヲン座ほかにて全国公開された。配給はUIP映画。
興行収入は公開最初の5日間で10,690,554香港ドル（≒約1億6636万2000円）、日本公開前の全世界では2006年10月現在で20,434,179USドル（≒約24億5210万円）。

## ストーリー
プロの泥棒サンダル（ジャッキー・チェン）は、ギャンブル好きが高じて、賭場からの借金が返せなくなっていた。女好きの相棒フリーパス（ルイス・クー）もお金に困っていたところ、二人を泥棒に育てた大家（マイケル・ホイ）が大きな仕事をもってきた。
ところが、3人そろって盗みに入った大富豪リー家から、大家は生まれたばかりの赤ん坊を連れてきてしまう。赤ん坊をその子の祖父であるギャングのボス（チェン・バオグオ）へ送り届けるのが今回の仕事だった。
しかし、大家が交通違反を起こしたことで警察に拘留されてしまい、その間サンダルとフリーパスの二人で赤ん坊の面倒をしばらく見ることになってしまう。

## キャスト
- サンダル - ジャッキー・チェン （石丸博也）
- フリーパス - ルイス・クー （小山力也）
- 大家 - マイケル・ホイ （広川太一郎）
- スティーブ・モク警部 - ユン・ピョウ （古谷徹）
- メロディ（看護師） - カオ・ユェンユェン （黒河奈美）
- パッイン（フリーパスの妻） - シャーリーン・チョイ （佐々木亜紀）
- 大家の妻 - テレサ・カルピオ （火野カチ子）
- サンダルの父 - クー・フェン （藤本譲）
- マニ（赤ちゃんの母） - チェリー・イン （加納千秋）
- カルヴィン - アンドリュー・リン
- リー奥様（マニの義母） - キャンディ・ユー
- 洪峰（ギャングのボス） - チェン・バオグオ （野島昭生）
- マックス - テレンス・イン
- マックダディ - コンロイ・チャン
- 光頭佬 - ロー・ワイコン （山野井仁）
- 日本仔 - 葉山豪
- ツァッソ - 黃毓民
- エミリー - Lisa S. （沢城みゆき）
- 輸送車運転手ニコラス - ニコラス・ツェー （浪川大輔）
- 輸送車運転手ダニエル - ダニエル・ウー （三木眞一郎）
- 刑務所長 - ホイ・シウホン

## スタッフ
- 製作/監督 - ベニー・チャン
- 脚本 - ジャッキー・チェンほか

### 日本語吹替版制作スタッフ
- 演出：市来満
- 翻訳：中村久世
- 制作・著作：ユニバーサル・ピクチャーズ・ジャパン

## その他
- 中国語題の「寶貝計劃」（日本の漢字で宝貝計画）の寶と貝の字の「目」の部分の色・形をアルファベットのBにして「BB計劃」とデザインされている。
- 日本語吹き替え版では、劇中でのセリフに、ジャッキーがこれまでに出演した作品の題名が頻繁にでてくる。「ヤングマスターがデッドヒートの末に・・・」、「頼むからもう降りてこないでくれ。まぁ時計台よりはましだが…」（『プロジェクトA』を連想させるセリフ）、「とんだラッシュアワーだな」、「香港国際警察にだって追いつかれる」、「キャノンボール かよ！」、「そりゃ～、サイクロンZ!!」、「クレイジーモンキーだな」、また日本のアニメ作品のタイトルや関連した台詞も出てきている。ほかにもスタッフロールで流れるNG集では、フリーパスが米ドラマ『24 -TWENTY FOUR-』の主人公、ジャック・バウアーを連想させるセリフを言うシーンがある（こちらは吹き替えを担当した小山力也繋がり）。